# Glofiish x500+
Glofiish x500+ — модель коммуникатора Glofiish

## Основные параметры
- Производитель: E-TEN
- Диапазоны частот: GSM 850, GSM 900, GSM 1800, GSM 1900
- Тип корпуса: классический
- Процессор: Samsung SC32442 400 МГц, Архитектура: ARM, Разрядность: 32
- Операционная система: MS Windows Mobile 6.0, поддержка файлов MS Office
- Память: 64 Мб RAM (выделено системой 45.20Мб, свободно примерно 27Мб), 128 Мб Flash ROM(доступно пользователю - примерно 52Мб), микро-SD
- Дисплей: диагональ 2.8", разрешение VGA (640x480), сенсорный, подсветка, 65536 цветов
- Коммуникации: синхронизация с ПК, GPS, EDGE, Wi-Fi, 802.11b/g, Bluetooth 2.0 A2DP, mini-USB
- Основная камера: 2МП, программный фокус, Macro-режим, 1600х1200 точек, запись видео, 4x кратное цифровое увеличение, Запись видео: 320х240 15fps, 3gp.
- Стилус: Раздвижной, алюминиево-пластмассовый
- Аккумулятор: литиево-ионный, 1530 мАч, съёмный. Время работы в режиме разговора: 5-7 часов. Время использования в режиме ожидания: 150-170 часов. Время использования в режиме карманного компьютера: 12-14 часов. Время использования в режиме GPS: 5-7 часов. Разъем внешнего питания: mini-USB
- Размеры: 113 x 60 x 16 мм
- Вес: 146 г

## Дизайн
Дизайн корпуса выполнен в довольно стандартном виде, покрыт т. н. soft-touch покрытием, что создаёт впечатление прорезиненного корпуса. На лицевой панели расположены 4 софт-,2 хард- клавиши и 4-х позиционный джойстик.
На правом боку расположены кнопки включения\выключения коммуникатора, углубление для перезагрузки девайса и кнопка включения камеры. На левой боковой панели расположены кнопка вызова «Заметок» и кнопки увеличения/уменьшения громкости. На нижней боковой панели расположен вход mini-usb для синхронизации и подключения питания, микрофон и слот для карт micro-SD, так же располагается стилус. На задней панели располагается объектив камеры и подстветка для съёмки.
Стандартная поставка:
Коммуникатор Glofiish X500+, перо (стилус), кабель синхронизации miniUSB, зарядное устройство, проводная стерео-гарнитура, кожаный чехол, краткое руководство пользователя, компакт-диск с ПО синхронизации и руководством пользователя, аккумуляторная батарея, полное руководство пользователя.